# نشانه باستن
نشانهٔ باستن افتادگی اسپاسمودیک پلک فوقانی هنگام چرخش چشم به سمت پایین است که نشان دهنده گواتر اگزوفتالمیک (همراه با بیرون‌زدگی چشم‌ها) است.
همچون نشانهٔ فون گِـرِفه، نشانهٔ باستن در افراد مبتلا به بیماری گریوز-باسدو که نوعی پرکاری تیروئید است، مشاهده می‌شود. در این بیماری، دستگاه ایمنی به غده تیروئید و بافت‌های نرم اطراف چشم حمله می‌کند. در نتیجه، چشم‌ها اغلب در حفره‌های چشم به جلو رانده می‌شوند که به این وضعیت اگزوفتالمی گفته می‌شود.